# Hypena tristis
Hypena tristis là một loài bướm đêm trong họ Erebidae.